# Gilles de Robien

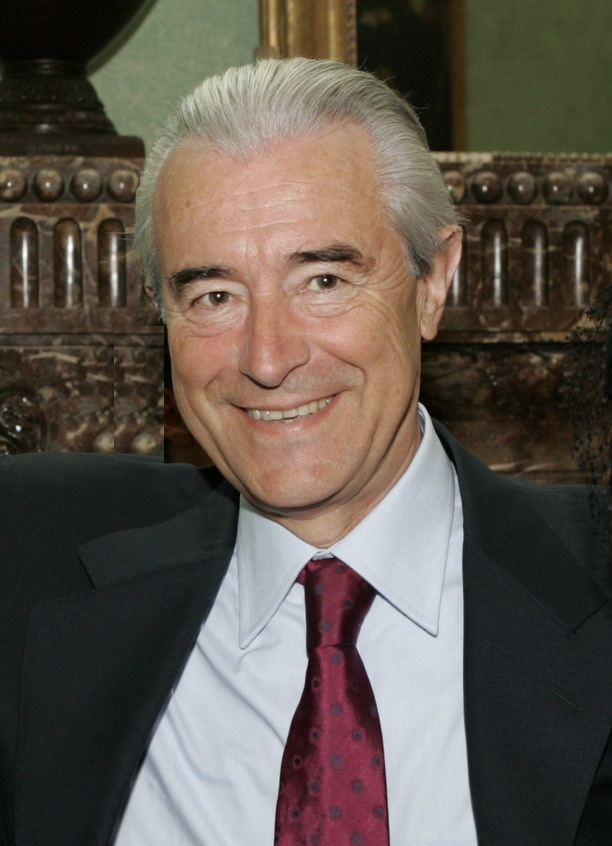
Gilles de Robien (2005)

Gilles de Robien (* 10. April 1941 in Cocquerel, Département Somme) ist ein französischer Politiker (UDF). Er gehörte von 1986 bis 2002 der Nationalversammlung an, wo er 1995 bis 1997 Vorsitzender der UDF-Fraktion war. Von 1989 bis 2002 und erneut 2007–2008 war er Bürgermeister von Amiens. Von 2002 bis 2005 war er Minister für Bau, Verkehr, Wohnungswesen, Tourismus und Meer; anschließend bis 2007 Minister für Bildung und Forschung. 
Von 2007 bis 2014 war er Vertreter im Verwaltungsrat der Internationalen Arbeitsorganisation (IAO) und 2010 Präsident der Internationalen Arbeitskonferenz.

## Lebenslauf
Gilles de Robien stammt aus einer bretonischen Adelsfamilie, die den Rang von Vicomten hatten. Er besuchte das Lycée Hoche in Versailles, absolvierte eine Rechtspflegerausbildung (capacité en droit) und begann 1961 ein Studium der Rechtswissenschaft an der Universität Panthéon-Assas (Paris II), das er jedoch nicht abschloss. Als Student demonstrierte de Robien für den Verbleib Algeriens bei Frankreich. Ab 1965 arbeitete er als Generalvertreter für Versicherungen in Amiens. Er heiratete im selben Jahr Jeanne Hoarau de la Source, mit der er vier Kinder hat. Ab 1967 war er als Kreditmakler tätig.

## Partei
De Robien trat er der konservativ-liberalen Partei des Staatspräsidenten Valéry Giscard d’Estaing bei und wurde 1977 Vorsitzender der Parti républicain (PR) im Département Somme. Im Jahr darauf bewarb er sich erstmals für einen Sitz im Parlament, jedoch ohne Erfolg. Die PR gehörte ab 1978 zum bürgerlichen Parteienbündnis Union pour la démocratie française (UDF). 1990 wurde de Robien ins Exekutivbüro und den Vorstand der UDF aufgenommen. Parallel dazu saß er ab 1991 im Nationalrat und Politbüro der Partei. Die Parti républicain benannte sich 1997 in Démocratie libérale um. De Robien bewarb sich um den Parteivorsitz, unterlag aber Alain Madelin.  Anders als dieser sprach sich de Robien nach den Regionalwahlen im März 1998 dagegen aus, dass sich Kandidaten der UDF bzw. DL auch mit den Stimmen der rechtsextremen Front national zu Regionalpräsidenten wählen ließen. Anschließend zerschnitt er vor laufenden Kameras seinen Mitgliedsausweis der DL.
Stattdessen gründete er gemeinsam mit François Léotard und einer Gruppe weiterer ehemaliger PR-Mitglieder den Pôle républicain indépendant et libéral (PRIL). Dieser ging im November 1998 in der « Nouvelle » UDF auf, die unter dem Vorsitzenden François Bayrou nicht mehr nur Parteienbündnis, sondern eine einheitliche Partei war. Anschließend war de Robien Mitglied im Politbüro und stellvertretender Vorsitzender der UDF. Er leitete die Wahlkampagne François Bayrous zur Präsidentschaftswahl 2002.
De Robien gründete im Mai 2006 die innerparteiliche Strömung Société en mouvement („Gesellschaft in Bewegung“), die für eine Fortsetzung der Mitte-rechts-Koalition mit der konservativen UMP eintrat, während ein Teil der UDF-Abgeordneten um Bayrou der Regierung das Misstrauen aussprach. Kurz vor der Präsidentschaftswahl im April 2007 entzog de Robien Bayrou seine Unterstützung und sprach sich stattdessen für den UMP-Kandidaten Nicolas Sarkozy aus. Er beteiligte sich aber nicht an der Gründung des Nouveau Centre, das sich anlässlich der Parlamentswahl im Juni 2007 von Bayrous UDF bzw. Mouvement démocrate (MoDem) abspaltete, um an der „präsidentiellen Mehrheit“ Sarkozys teilzunehmen.

## Lokal- und Regionalpolitik

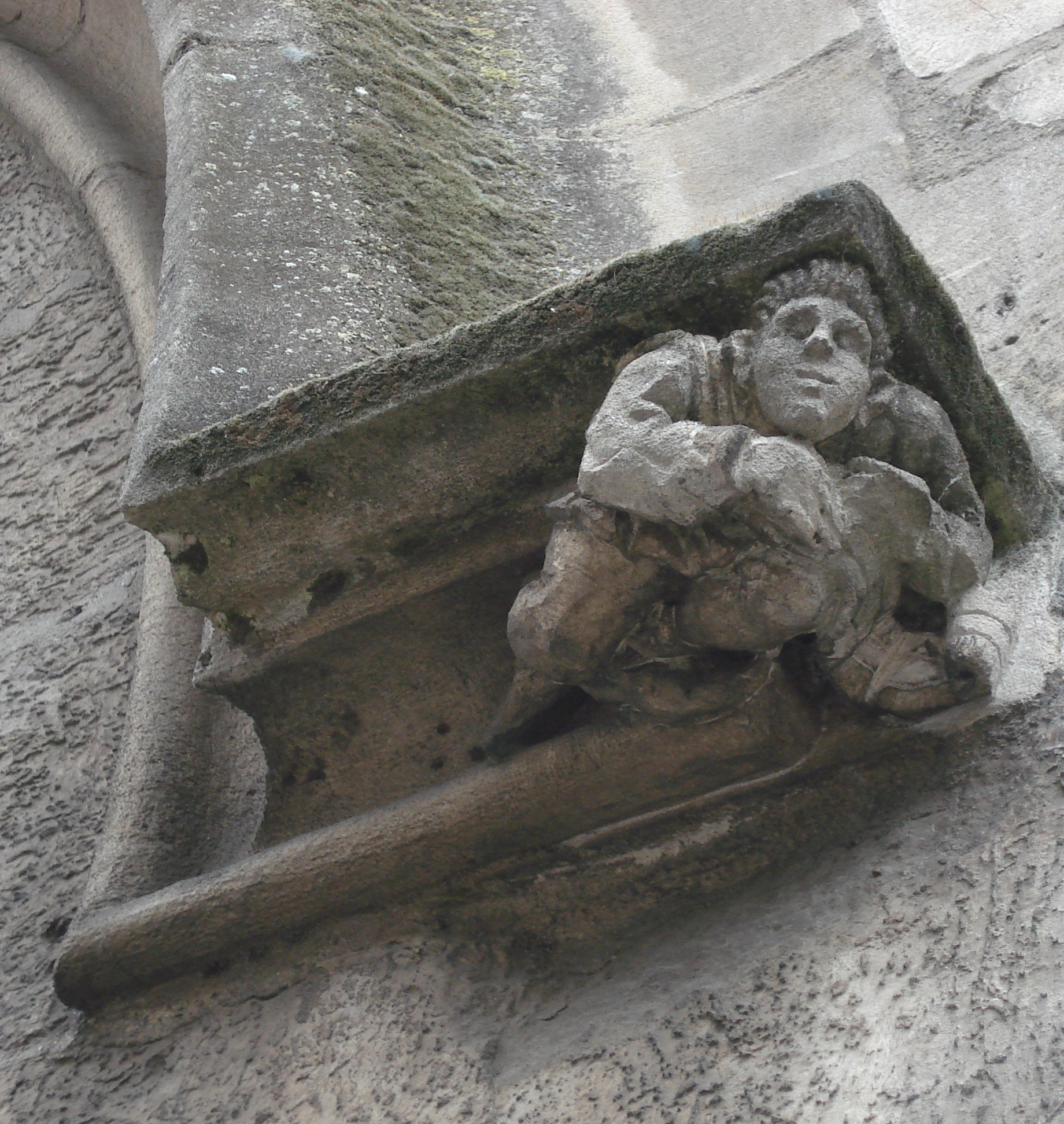
Darstellung de Robiens am Belfried von Amiens

Gilles de Robien wurde 1983 in den Gemeinderat von Amiens gewählt. 1989 gewann er die Wahl zum Bürgermeister von Amiens, das zuvor 18 Jahre lang von dem Kommunisten René Lamps regiert worden war. Er wurde 1995 und 2001 als Bürgermeister wiedergewählt. De Robien machte Amiens zu einer Pilotstadt in Sachen lokaler Demokratie und wurde 1999 mit der Marianne d’Or ausgezeichnet. Von 1992 bis 1998 war er zudem Mitglied des Regionalrates der Picardie; von 1994 bis 2008 Vorsitzender des Gemeindeverbands Amiens Métropole. Nach seiner Ernennung zum nationalen Minister legte er das Bürgermeisteramt nieder. Er wurde von seiner Parteikollegin Brigitte Fouré abgelöst. 
Bei der Regionalwahl in der Picardie 2004 war de Robien Spitzenkandidat der bürgerlichen Allianz aus UDF und UMP. Er unterlag jedoch in der Stichwahl dem Kandidaten der Sozialisten, Claude Gewerc, und verzichtete daraufhin auch auf seinen Sitz im Regionalrat. Im März 2007 trat Fouré zurück, um das Bürgermeisteramt erneut de Robien zu überlassen. Die Wirtschaftszeitschrift Challenges zeichnete Amiens 2008 als „bestregierte Stadt Frankreichs“ und de Robien als „besten Bürgermeister“ aus. Bei der Kommunalwahl im März 2008 trat er für eine weitere Amtszeit als Bürgermeister an (unterstützt von der UMP, aber nicht der UDF-Nachfolgepartei Mouvement Démocrate), unterlag aber dem Sozialisten Gilles Demailly und zog sich noch am Wahlabend aus der Kommunalpolitik zurück.

## Abgeordneter
Ab der Parlamentswahl 1986 war er Abgeordneter für den 2. Wahlbezirk des Départements Départements Somme. Daneben war er Mitglied der Finanzkommission und der Forschungskommission über die Ursachen, Konsequenzen und Vorbeugung von Flutkatastrophen der Nationalversammlung. Von 1993 bis 1998 besetzte er außerdem die Funktion des stellvertretenden Vorsitzenden der Nationalversammlung. 
Von 1995 bis 1997 war er Vorsitzender der UDF-Fraktion in der Nationalversammlung, die damals 215 Abgeordnete umfasste. De Robien initiierte das Gesetz zur Einteilung und Reduzierung der Arbeitszeit vom 11. Juni 1996, das als loi de Robien bekannt wurde. Er erklärte im August 1996 als erster Politiker seine Unterstützung für die Bewegung der Ausländer ohne Aufenthaltstitel (« sans-papiers »), die die Église Saint-Bernard de la Chapelle im Pariser 18. Arrondissement besetzt hielten, und empfing eine Delegation von ihnen in seinem Büro im Palais Bourbon. Damit stellte er sich gegen die Null-Toleranz-Politik des ehemaligen Innenministers Charles Pasqua vom Koalitionspartner RPR. Nach der Parlamentswahl 1997 war er Kandidat der UDF für das Amt des Präsidenten der Nationalversammlung, war aber chancenlos, da die Linke die Mehrheit hatte.

## Regierungs- und internationale Ämter

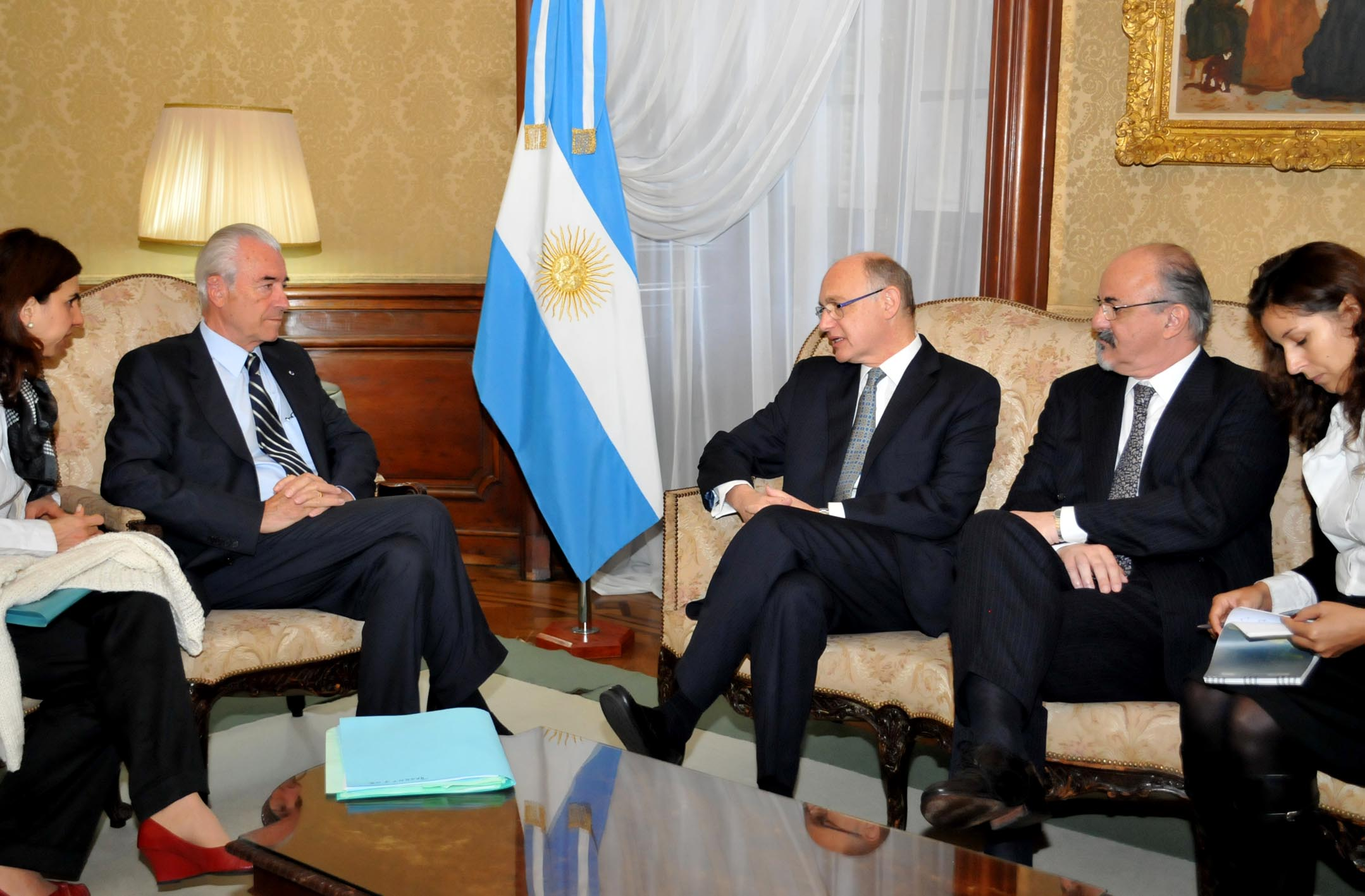
De Robien (2.v.l.) im Gespräch mit dem argentinischen Arbeitsminister (2.v.r.), 2011

Von Mai 2002 bis Mai 2005 unterstand ihm das Ministerium für Ausrüstung, Transport, Wohnung, Tourismus und Meeresnutzung der Kabinette von Jean-Pierre Raffarin. Am 3. Juni 2005 ernannte ihn Dominique de Villepin innerhalb seiner neuen Regierung zum Minister für Bildung und Forschung; er amtierte bis Mai 2007.
Im August 2007 wurde de Robien zum französischen Vertreter im Verwaltungsrat der Internationalen Arbeitsorganisation (IAO) ernannt. Diese Funktion hatte er bis Ende 2014 inne. Im Juni 2010 war er Präsident der Internationalen Arbeitskonferenz.